# Journal de botanique
Le Journal de botanique (dans sa forme longue : Journal de botanique de la Société botanique de France) est une revue trimestrielle publiée depuis 1997 par la Société botanique de France traitant des disciplines fondamentales et classiques de la botanique. Chaque numéro avec couverture illustrée comporte une centaine de pages traitant de floristique, de chlorologie, de systématique, de phytosociologie, de phytogéographie, de phytoécologie, et des disciplines annexes, ainsi que de botanique appliquée.
La botanique française y tient une place prépondérante, mais la revue traite aussi de botanique en Europe et dans le monde, y compris la botanique tropicale. Son éditeur actuel est Florence Le Strat.
L'abréviation qui doit figurer dans les références bibliographiques est : J. Bot. Soc. Bot. France.